# Marcus Thrane
Marcus Møller Thrane, född 1817, död 1890, var en norsk opinionsbildare och initiativtagare till sammanslutningar för arbetarklassen i Norge. Thrane gav namn till de första arbetarföreningarna: thranittbevegelsen. 
Från och med augusti 1848 arbetade Thrane journalistiskt i tidningen Drammens Adresse fram till han blev uppsagd ett och ett halvt år senare. Den 27 december 1848 grundade han Drammens och Norges första arbetarförening. Thrane lyckades i ett snabbt tempo organisera sammanslutningar för landsbygdens lantarbetare, hjon och småbrukare. Han var även aktiv i städerna där han byggde nätverk av arbetare och hantverkare. Thrane skrev till norska regeringen och ställde krav på allmän rösträtt, likhet inför lagen, förbättrad skolgång och drägligare villkor. Kraven avvisades av regering och parlament.
Han var gift med Josephine Thrane.